# Culabhaya
Culabhaya fou rei de Sri Lanka o Anuradhapura (33 a 35) fill del rei Addagamunu i successor de Kanirajanu Tissa.
Va construir un temple a la roba del riu del sud de la capital Anuradhapura. Va regnar poc temps, al tomb d'un any, al final del qual va morir i el va succeir la princesa Sivali, la seva germana, que es va sostenir només quatre mesos fins que fou deposada pel seu nebot Ila Naga (Elluna o Eluna).